# Grand Prix de la Ville d'Alger
Il Grand Prix de la Ville d'Alger (it. Gran Premio della Città di Algeri) è una corsa in linea maschile di ciclismo su strada che si svolge ogni anno in Algeria. Creata nel 2017, nel 2023 entrò a far parte dell'UCI Africa Tour come gara di classe 1.2.

## Albo d'oro
Aggiornato all'edizione 2023.
| Anno      | Vincitore              | Secondo             | Terzo            |
| --------- | ---------------------- | ------------------- | ---------------- |
| 2017      | Abdallah Ben Youcef    | Yacine Hamza        | Ismail Lallouchi |
| 2018      | Charalampos Kastrantas | Mounir Makhchoun    | Gaëtan Bille     |
| 2019-2021 | non disputato          | non disputato       | non disputato    |
| 2022      | Azzedine Lagab         | Mohamed Nehari      | Nassim Saidi     |
| 2023      | Youcef Reguigui        | Meron Teshome Hagos | Jarri Stravers   |